# 伊尾木站
伊尾木站（日语：／ Ioki eki */?）是位於高知縣安藝市伊尾木，土佐黑潮鐵道的後免·奈半利線車站。車站編號為GN26。車站與路軌大致與國道55號並行，但鐵道線路比國道近接近海岸線。

## 車站構造

### 站房
車站位於住宅小區內，原則上採用簡易車站模式運作，沒有站房，但是，在通往月台的樓梯旁，卻搭建了一座與樓梯橫向的單層木建開放式候車室一座。候車室採用了沒有玻璃的窗戶，也設有與一張連貫式的候車長櫈、和一張矮檯。這設置實際上與簡易站房無疑。相比線路上其他使用量較多的無人站、但同樣沒有在月台外建有候車室而言，本站相對較為難得。
除了簡易站房外，出入口的另一端也建有一座以鋼架及木材建成、附設有男、女及傷殘人士使用的獨立式洗手間。而因應無障礙環境的要求，介於向安藝方向的月台末端與洗手間的背面及旁邊後來也加裝了無障礙斜道出入口。
另外，安藝市政府為了對應海嘯而對附近居民及列車乘客作有效疏散，早於2020年時便在車站對面、「中組公園」旁邊的空地上興建一座津波避難塔。

### 月台配置
設有1面1線的側式月台。長度約為40米，有效長度為2輛。因路軌基座直接架在地面上，所以月台由鋼架及水泥板搭建而成。設有位於靠向奈半利方向末端的階段入口、以及向安藝方向的無障礙斜道入口。中央部份興建了劃一式、附設趟門候車室的開放式有蓋候車亭一座。
月台位於路軌北邊。月台設有斜道連接出口。列車靠站時，往奈半利方向為左側上落；往後免方向為右側上落。
| 路線           | 上下行 | 方向                                  |
| -------------- | ------ | ------------------------------------- |
| ■後免·奈半利線 | 上行   | 奈半利方向                            |
| ■後免·奈半利線 | 下行   | 安藝、後免、經■JR土讚線直通至高知方向 |

### 吉祥物
取名為「伊尾木 虎尾君」的方形面型男性塑像，豎立於候車亭與道之間的空地。此吉祥物是參照了系列電影《寅次郎的故事》的主角—寅次郎而創作的形象。伊尾木原本是最新一部作品《男人之苦49 寅次郎芙蓉花 特別篇》的取景地，角色、劇本及開拍日期均早已編定，但是由於飾演寅次郎的演員[渥美清]]卻於當年8月因病辭世，使伊尾木的居民一直盼望他親自來臨伊尾木拍攝的願望最終亦沒有實現。
後來，「Utopia伊尾木村議會」及「呼喚寅次郎土佐會」於伊尾木公民館的後方設置了一大一小的「寅次郎地藏」石刻作為紀念，並在旁豎立了設立始末。

## 歷史
- 2002年7月1日：車站啟用[2][3]。

## 使用人數
車站附近為住宅區。也與大字內的中心區域接近，所以仍吸引到部份人士乘搭。不過安藝市役所網頁及安藝市統計書均沒有列出車站的使用人數。
根據國土交通省「國土數值情報」，以下為1日平均上下車人次：
| 乘降人員推算 | 乘降人員推算     |
| 年度         | 1日平均 乘降人次 |
| ------------ | ---------------- |
| 2011         | 75               |
| 2012         | 75               |
| 2013         | 80               |
| 2014         | 72               |
| 2015         | 62               |
| 2016         | 59               |
| 2017         | 47               |
| 2018         | 50               |
| 2019         | 47               |
| 2020         | 38               |
| 2021         | 44               |
| 2022         | 53               |

## 相鄰車站
土佐黑潮鐵道
■後免·伊半利線
■快速A、■快速B、■普通
安藝（GN27）－伊尾木（GN26）－下山（GN25）

## 外部連結
- 土佐黑潮鐵道伊尾木站
- GotoGotoWeb 伊尾木站介紹